# Oakland, Mississippi
Oakland är en ort i Yalobusha County i delstaten Mississippi, USA.